# Lijst van nationale wegen in China
De Nationale wegen in China (Vereenvoudigd Chinees: 国道, pinyin: guódào) is een groep belangrijke nationaal beheerde wegen in de Volksrepubliek China. In China worden deze wegen ook wel aangeduid met de Engelse benaming China National Highways. Op sommige gedeelten van de nationale wegen samen met het net van expreswegen, de autosnelwegen in het land.
De nationale wegen in China zijn meestal twee, drie of vierstrooks, met een enkele rijbaan en gelijkvloerse kruisingen. Hierin verschillen ze met de snelwegen, die op veel plaatsen parallel aan de nationale wegen zijn aangelegd. Over het algemeen geldt er een maximale snelheid op de nationale wegen van 80 km/h, al zijn er op de meeste plaatsen geen grootschalige snelheidscontroles. Op een aantal van de nationale wegen wordt, net als op de expreswegen tol geheven.

## Nummering
De Nationale wegen hebben wegnummers die beginnen met het voorvoegsel G, van guójiā (国家) wat nationaal betekent. Dit wordt gevolgd door een driecijferig getal. Een voorbeeld is Chinese nationale weg 101, die wordt aangeduid met G101.
De series getallen hebben betrekking op de plaats en richting van de weg:
- 000-serie: Bestaat uit vijf verticale en zeven horizontale routes door China.
- 100-serie: Alle wegen in deze serie beginnen in Peking, behalve de G112, die in Tianjin start en een ringweg vormt. De wegen lopen naar alle windrichtingen.
- 200-serie: Routes van noord naar zuid.
- 300-serie: Routes van oost naar west.

## Lijst van de Chinese nationale wegen
Wegen in China worden op drie manieren ingedeeld. De G-wegen, Guodao, zijn de nationale routes. S-wegen, Shengdao, zijn de provinciale wegen en de X-wegen, Xiandao, zijn de wegen op het niveau van de prefecturen. Een deel van de autosnelwegen vallen onder de G-wegen.

### 000-serie
De 000-serie bestaat uit vijf verticale en zeven horizontale routes door China.
| Nummer | Route                              | Lengte   | Opmerkingen                      |
| ------ | ---------------------------------- | -------- | -------------------------------- |
| G010   | Tongjiang - Sanya - (Hainan)       | 5.700 km | De langste Chinese nationale weg |
| G015   | Suifenhe - Manzhouli               | 1.280 km |                                  |
| G020   | Peking - Fuzhou                    | 2.540 km |                                  |
| G025   | Dandong (Liaoning) - Lhasa (Tibet) | 4.590 km |                                  |
| G030   | Peking - Zhuhai                    | 2.310 km | Jingzhu Expressway               |
| G035   | Qingdao - Yinchuan                 | 1.610 km |                                  |
| G040   | Erenhot - Hekou                    | 3.610 km |                                  |
| G045   | Lianyungang - Hu'erguosi           | 3.980 km |                                  |
| G050   | Chongqing - Zhanjiang              | 1.430 km |                                  |
| G055   | Shanghai - Chengdu                 | 2.970 km |                                  |
| G065   | Shanghai - Ruilin                  | 4.090 km |                                  |
| G075   | Hengyang - Kunming,                | 1.980 km |                                  |

### 100-serie
De Nationale wegen in de 100-serie lopen radiaal vanuit Peking naar de rest van China, behalve G112, die een ring rond Peking vormt.
| Nummer | Route                                                        | Lengte   | Opmerkingen                           |
| ------ | ------------------------------------------------------------ | -------- | ------------------------------------- |
| G101   | Peking - Shenyang (Liaoning)                                 | 879 km   |                                       |
| G102   | Peking - Fuyuan (Q1333360) (Heilongjiang, grens met Rusland) | 1.311 km |                                       |
| G103   | Peking - Binhai (Q708605) (Tianjin)                          | 149 km   | De kortste Chinese nationale weg      |
| G104   | Peking - Pingtan (Q1209395) (Fujian)                         | 2.387 km |                                       |
| G105   | Peking - Macau                                               | 2.653 km |                                       |
| G106   | Peking - Guangzhou (Guangdong)                               | 2.505 km |                                       |
| G107   | Peking - Hongkong                                            | 2.509 km |                                       |
| G108   | Peking - Kunming (Yunnan)                                    | 3.356 km |                                       |
| G109   | Peking - Lhasa (Tibet)                                       | 3.855 km | De langste nationale weg vanaf Peking |
| G110   | Peking - Qingtongxia (Ningxia)                               | 1.135 km |                                       |
| G111   | Peking - Mohe (Q163094) (Heilongjiang, grens met Rusland)    | 1.965 km |                                       |
| G112   | Gaobeidian, Hebei                                            |          | Ringweg van Peking                    |

### 200-serie
De Nationale wegen in de 200-serie lopen van noord naar zuid.
| Nummer | Route | Lengte   | Opmerkingen               |
| ------ | --- | -------- | ------------------------- |
| G201   | Hegang (Heilongjiang) - Dalian (Liaoning)                                                                         | 1.860 km |                           |
| G202   | Heihe (Heilongjiang, grens met Rusland) - Dalian (Liaoning)                                                       | 1.710 km |                           |
| G203   | Suihua (Heilongjiang) - Shenyang (Liaoning)                                                                       | 673 km   |                           |
| G204   | Yantai (Shandong) - Shanghai                                                                                      | 1.019 km |                           |
| G205   | Shanhaiguan (Hebei) - Shenzhen (Guangdong)                                                                        | 3.024 km |                           |
| G206   | Weihai (Shandong) - Shantou (Guangdong)                                                                           | 2.419 km |                           |
| G207   | Ulanhot (Binnen-Mongolië) - Hai'an (Q5638913) (Guangdong)                                                         | 3.788 km | De langste Noordzuidroute |
| G208   | Erenhot (Binnen-Mongolië, grens met Mongolië) - Xichuan (Q1237536) (Henan)                                        | 1.055 km |                           |
| G209   | Sonid Linkerbanner (Q1343865) (Binnen-Mongolië) - Beihai (Guangxi)                                                | 3.276 km |                           |
| G210   | Mandula (Q14205648) (Binnen-Mongolië, grens met Mongolië) - Fangchenggang (Guangxi)                               | 3.013 km |                           |
| G211   | Yinchuan (Ningxia) - Rongjiang (Q1200619) (Guizhou)                                                               | 645 km   |                           |
| G212   | Lanzhou (Gansu) - Longbang (Q6673606) (Guangxi, grens met Vietnam)                                                | 1.302 km |                           |
| G213   | Ceke (Q14249856) (Binnen-Mongolië, grens met Mongolië) - Mohan (Q14283094) (Yunnan, grens met Laos)               | 2.796 km |                           |
| G214   | Xining (Qinghai) - Autonome Provincie Lancang Lahu (Q1200512) (Yunnan)                                            | 3.345 km |                           |
| G215   | Mazong-berg (Q6798636) (Gansu, grens met Mongolië) - Ning'er Hani en de autonome provincie Yi (Q1339761) (Yunnan) | 591 km   |                           |
| G216   | Hongshanzui (Xinjiang, grens met Mongolië) - Gyirong (Tibet, grens met Nepal)                                     | 853 km   |                           |
| G217   | Altay (Xinjiang) - Taxkorgan (Xinjiang)                                                                           | 1.023 km |                           |
| G218   | Khorgos (Xinjiang, grens met Kazachstan) - Ruoqiang (Q1023120) (Xinjiang)                                         | 1.073 km |                           |
| G219   | Hanasmeer (Xinjiang, grens met Rusland) - Dongxing, Guangxi (Q1241481) (Guangxi, grens met Vietnam)               | 2.279 km |                           |
| G220   | Dongying (Shandong) - Shenzhen (Guangdong, grens met Hongkong)                                                    | 570 km   |                           |
| G221   | Tongjiang (Heilongjiang, grens met Rusland) - Harbin (Heilongjiang)                                               | 662 km   |                           |
| G222   | Jiayin (Q1197476) (Heilongjiang, grens met Rusland) - Linjiang (Jilin, grens met Noord-Korea)                     | 358 km   |                           |
| G223   | Haikou (Hainan) - Oostelijk Sanya (Hainan)                                                                        | 320 km   | De kortste Noordzuidroute |
| G224   | Haikou (Hainan) - Centraal Sanya (Hainan)                                                                         | 293 km   |                           |
| G225   | Haikou (Hainan) - Westelijk Sanya (Hainan)                                                                        | 427 km   |                           |
| G226   | Chuxiong (Yunnan) - Mojiang (Yunnan)                                                                              |          | project is geannuleerd    |
| G227   | Zhangye (Gansu) - Menglian Dai, Lahu en Va Autonomous County (Q1153238) (Yunnan, grens met Myanmar)               | 338 km   |                           |
| G228   | Dandong (Liaoning, grens met Noord-Korea) - Dongxing, Guangxi (Q1241481) (Guangxi, grens met Vietnam)             |          |                           |
| G229   | Raohe (Q478700) (Heilongjiang, grens met Rusland) - Gaizhou (Q1331447) (Liaoning)                                 |          |                           |
| G230   | Tonghua (Jilin) - Wuhan (Hubei)                                                                                   |          |                           |
| G231   | Nenjiang (Q1344863) (Heilongjiang) - Shuangliao (Q1361171) (Jilin)                                                |          |                           |
| G232   | Yakeshi (Binnen-Mongolië) - Siping (Jilin)                                                                        |          |                           |
| G233   | Hexigten (Q1342685) (Binnen-Mongolië) - Huangshan (Hubei)                                                         |          |                           |
| G234   | Xinglong (Q1152014) (Hebei) - Yangjiang (Guangdong)                                                               |          |                           |
| G235   | Xinyi (Q1344902) (Jiangsu) - Haifeng (Q1355997) (Guangdong)                                                       |          |                           |
| G236   | Wuhu (Anhui) - Shanwei (Guangdong)                                                                                |          |                           |
| G237   | Jining (Shandong) - Ningde (Fujian)                                                                               |          |                           |
| G238   | Nanchang (Jiangxi) - Huilai (Q1346650) (Guangdong)                                                                |          |                           |
| G239   | Plain Blue Banner (Q197684) (Binnen-Mongolië) - Yangquan (Shanxi)                                                 |          |                           |
| G240   | Baoding (Hebei) - Taishan (Guangdong)                                                                             |          |                           |
| G241   | Hohhot (Binnen-Mongolië) - Beihai (Guangxi)                                                                       |          |                           |
| G242   | Ganqimaodu (Q52841502) (Binnen-Mongolië, grens met Mongolië) - Qinzhou (Guangxi)                                  |          |                           |
| G243   | Kai (Q1371311) (Chongqing) - Pingxiang (Guangxi)                                                                  |          |                           |
| G244   | Wuhai (Binnen-Mongolië) - Jiangjin (Chongqing)                                                                    |          |                           |
| G245   | Bazhong (Sichuan) - Jinping Miao, Yao, and Dai Autonomous County (Q1200868) (Yunnan, grens met Vietnam)           |          |                           |
| G246   | Suining (Sichuan) - Malipo (Q727628) (Yunnan, grens met Vietnam)                                                  |          |                           |
| G247   | Jingtai (Q1201461) (Hebei) - Zhaotong (Yunnan)                                                                    |          |                           |
| G248   | Lanzhou (Gansu) - Maguan (Yunnan, grens met Vietnam)                                                              |          |                           |

### 300-serie
De Nationale wegen in de 300-serie lopen van oost naar west.
| Nummer | Route                                                                                       | Lengte   | Opmerkingen              |
| ------ | ------------------------------------------------------------------------------------------- | -------- | ------------------------ |
| G301   | Suifenhe (Heilongjiang, grens met Rusland) - Manzhouli (Binnen-Mongolië, grens met Rusland) | 1.608 km |                          |
| G302   | Tumen (Jilin) - Ulanhot (Binnen-Mongolië)                                                   | 981 km   |                          |
| G303   | Ji'an (Jilin) (Jilin) - Xilinguole (Binnen-Mongolië)                                        | 1.201 km |                          |
| G304   | Dandong (Liaoning) - Huolin'guole (Binnen-Mongolië)                                         | 874 km   |                          |
| G305   | Zhuanghe (Liaoning) - Linxi (Binnen-Mongolië)                                               | 816 km   |                          |
| G306   | Suizhong (Liaoning) - Keshiketeng (Binnen-Mongolië)                                         | 480 km   |                          |
| G307   | Xincun (Hebei) - Yinchuan (Ningxia)                                                         | 1.349 km |                          |
| G308   | Qingdao (Shandong) - Shijiazhuang (Hebei)                                                   | 786 km   |                          |
| G309   | Rongcheng (Shandong) - Lanzhou (Gansu)                                                      | 2.372 km |                          |
| G310   | Lianyungang (Jiangsu) - Tianshui (Gansu)                                                    | 1.395 km |                          |
| G311   | Xuzhou (Jiangsu) - Xixia (Henan)                                                            | 738 km   |                          |
| G312   | Shanghai - Huocheng/Horguos (Xinjiang)                                                      | 4.552 km |                          |
| G313   | Anxi (Gansu) - Ruoqiang (Xinjiang)                                                          | 821 km   |                          |
| G314   | Ürümqi (Xinjiang) - Hongqilapu/Khunjerab (Xinjiang, grens met Pakistan)                     | 1.784 km |                          |
| G315   | Xining (Qinghai) - Kashi (Xinjiang)                                                         | 3.048 km |                          |
| G316   | Fuzhou (Fujian) - Lanzhou (Gansu)                                                           | 2.678 km |                          |
| G317   | Chengdu (Sichuan) - Nagchu (Tibet)                                                          | 2.028 km |                          |
| G318   | Shanghai - Zhanmuzhen (Tibet, grens met Nepal)                                              | 5.334 km | De langste oostwestroute |
| G319   | Xiamen (Fujian) - Chengdu (Sichuan)                                                         | 3.027 km |                          |
| G320   | Shanghai- Ruili (Yunnan, grens met Myanmar)                                                 | 3.748 km |                          |
| G321   | Guangzhou (Guangdong) - Chengdu (Sichuan)                                                   | 2,168 km |                          |
| G322   | Hengyang (Hunan) - Vriendschapspas (Guangxi, China - Grens met Vietnam)                     | 1.119 km |                          |
| G323   | Ruijin (Jiangxi) - Lincang (Yunnan)                                                         | 2.926 km |                          |
| G324   | Fuzhou (Fujian) - Kunming (Yunnan)                                                          | 2.583 km |                          |
| G325   | Guangzhou (Guangdong) - Nanning (Guangxi)                                                   | 831 km   |                          |
| G326   | Xiushan (Chongqing) - Hekou (Yunnan, grens met Vietnam)                                     | 1.674 km |                          |
| G327   | Heze (Shandong) - Lianyungang (Jiangsu)                                                     | 421 km   |                          |
| G328   | Nanjing (Jiangsu) - Hai'an (Jiangsu)                                                        | 295 km   | De kortste oostwestroute |
| G329   | Hangzhou (Zhejiang) - Shenjiamen (Zhejiang)                                                 | 296 km   |                          |
| G330   | Shouchang (Zhejiang) - Wenzhou (Zhejiang)                                                   | 331 km   |                          |